# Michael Czakul
Michael Czakul (magyarosan Czakul Mihály; Nagyszeben, 1707. november 3. – Brassó, 1771. november 20.) erdélyi szász orvos, sebész. A Brassó városában működő sebészek első és egyik legjelentősebb képviselője. 1742–51-ben a moldvai fejedelem udvari sebészeként dolgozott.
1707. november 3-án született az erdélyi Nagyszeben városában, atyja neve szintén Michael Czakul volt. 1728 és 1736 között borbélyként, vagyis sebészorvosként dolgozott Brassóban. 1736. október 12-én beiratkozott a hallei egyetemre, amelynek keretei között három éven át, 1739-ig folytatta orvosi tanulmányait, végül azonban nem szerezte meg a doktori fokozatot. Miután visszatért az egyetemi évei előtti lakóhelyére, Brassóba, ismét sebészként kezdett el dolgozni.
1742 és 1751 között a moldvai fejedelem szolgálatában munkálkodott mint udvari sebészorvos. A fejedelmi udvarban töltött kilenc éve alatt V. Konstantin Mavrocordat, VIII. János Mavrocordat, I. Ghica Gergely, Iordache Stavrachi és VI. Konstantin Racoviță szolgálatában dolgozott. 1755 és 1756 között, a pestisjárvány idejére ismét visszatért Brassóba, és ott működött. 1771. november 20-án vesztette életét Brassóban. Naplója kivonatban megjelent halála után a Blätter für Gemüth und Vaterlandskunde című német nyelvű brassói hírlapban 1838-ban (49–51. lap).